# Michigan (álbum)
Michigan (2003) es un álbum conceptual de Sufjan Stevens, con canciones referidas a lugares y gente del estado de Míchigan. Es el primero del proyecto Los 50 estados, una serie de 50 álbumes referidos a los 50 estados de Estados Unidos. Aunque en la portada se lea el título Greetings from Michigan The Great Lake State, el título oficial del álbum es Michigan. Holland aparece en la banda sonora de Weeds.

## Artistas invitados
Elin, Megan y Daniel Smith (de Danielson Famile); y John Ringhofer (Half-handed Cloud).

## Diseño de la portada
La portada se compone de pinturas originales de Martha Stewart.

## Listado de temas
1. "Flint (For the Unemployed and Underpaid)" – 3:44
2. "All Good Naysayers, Speak Up! Or Forever Hold Your Peace!" – 4:33
3. "For the Widows in Paradise, For the Fatherless in Ypsilanti" – 3:57
4. "Say Yes! to M!ch!gan!" – 2:46
5. "The Upper Peninsula" – 3:23
6. "Tahquamenon Falls" – 2:18
7. "Holland" – 3:26
8. "Detroit, Lift Up Your Weary Head! (Rebuild! Restore! Reconsider!)" – 8:20
9. "Romulus" – 4:41
10. "Alanson, Crooked River" – 1:18
11. "Sleeping Bear, Sault Saint Marie" – 2:52
12. "They Also Mourn Who Do Not Wear Black (For the Homeless in Muskegon)" – 6:21
13. "Oh God, Where Are You Now? (In Pickerel Lake? Pigeon? Marquette? Mackinaw?)" – 9:23
14. "Redford (For Yia-Yia & Pappou)" – 2:02
15. "Vito's Ordination Song" – 7:07

Bonus Tracks en la edición en vinilo:
1. "Marching Band" – 3:41
2. "Niagara Falls (final)" – 2:22
3. "Pickeral Lake" – 3:11
4. "Presidents and Magistrates" -
5. "Vito's Ordination Song (demo)" – 5:25
6. "Wolverine" – 2:10

La reedición europea en vinilo de 2004 también incluye los bonus tracks Marching Band y Pickerel Lake.
- Datos: Q1758890